# Heinrich Kittel
Heinrich Kittel (ur. 31 października 1892, zm. 5 marca 1969) – jeden z najczęściej odznaczanych generałów Wehrmachtu podczas II wojny światowej. Był między innymi kawalerem Krzyża Rycerskiego Żelaznego Krzyża. 
Został ranny i wzięty do niewoli przez wojska amerykańskie 22 listopada 1944 w Metzu. Był jeńcem wojennym do roku 1947.

## Odznaczenia
- Krzyż Żelazny (1914)
  - I Klasy
  - II Klasy
- Gwiazda Gallipoli (Turcja)
- Krzyż Rycerski Królewskiego Orderu Rodu Hohenzollernów z Mieczami
- Krzyż Honorowy dla Walczących na Froncie
- Medal Anschlussu
- Medal Sudetów z okuciem Zamku Praskiego
- Krzyż Żelazny (1939)
  - I Klasy
  - II Klasy
- Order Krzyża Wolności I Klasy z Mieczami (23 sierpnia 1942 - Finlandia)
- Krzyż Niemiecki (23 lutego 1944)
- Krzyż Rycerski Krzyża Żelaznego (12 sierpnia 1944)[1].